# Lange Antares 18S/T
Die Antares 18S/T ist aus der Lange Antares 20E der Lange Aviation GmbH entwickelt worden. Die Spannweite ist im Vergleich zur Lange Antares 20E um zwei Meter reduziert, was durch ein Kürzen der Flügel an den Wurzeln um jeweils einen Meter erreicht wird. Bei der Antares 18S handelt es sich um ein reines Segelflugzeug, bei der Antares 18T um ein Segelflugzeug mit Heimkehrhilfe.

## Geschichte

### Stand der Entwicklung und Zulassung
Im Frühjahr 2011 war die Motorisierung Antares 18T immer noch in der Entwicklung, erst im November 2012 fand der Erstflug mit dem neu konzipierten Turbo-Triebwerk Solo 2350 statt. Die Antares 18S befand sich im Frühjahr 2011 immer noch im Prozess der Musterzulassung.

## Konstruktion

### Massen
Die Leermasse der Antares 18S beträgt 280 kg im Vergleich zur Antares 18T mit 325 kg. Die maximale Abflugmasse beider Versionen liegt bei 600 kg.

### Wasserballastsystem
Es können zirka 218 Liter Wasser in den 8 Wassertanks des Flugzeugs getankt werden. Im Heck befinden sich zwei Tanks. Der Ablass des oberen der beiden Tanks im Heck ist mit den Ablass der Flügelaußentanks gekoppelt, der Ablass des unteren Tanks ist mit den Ablass des Flügelinnentanks gekoppelt. Im Gegensatz zu vielen anderen Segelflugzeugen werden beim Wasserablassen erst die Außentanks und dann die Innentanks geleert.

### Fahrwerk
Das Fahrwerk wird elektrohydraulisch gesteuert und ist zusätzlich mit Gasfedern und Energieabsorptionselementen ausgestattet. Es verfügt außerdem über eine hydraulisch betätigte Scheibenbremse mit Bremskraftbegrenzer.

### Montage
Zur Montage der Flügel, Außenflügel und des Höhenleitwerks ist kein Werkzeug erforderlich. Bei der Demontage des Höhenruders wird nur ein einfaches Werkzeug (M6 Schraube mit Knauf) benötigt. Die Ruder schließen sich selbst alle automatisch an.

## Technische Daten
| Kenngröße       | Daten                     |
| --------------- | ------------------------- |
| Besatzung       | 1                         |
| Länge           | 7,40 m                    |
| Spannweite      | 18 m                      |
| Rumpfhöhe       | 1,64 m                    |
| Flügelfläche    | 10,97 m²                  |
| Flügelstreckung | 29,54                     |
| Gleitzahl       | 53                        |
| Leermasse       | 280 kg (18S) 325 kg (18T) |
| max. Startmasse | 600 kg                    |